# Datsun 320
Der Datsun 320 war ein Pritschenwagen bzw. Pick-up, der von Nissan in Japan von 1961 bis 1965 hergestellt wurde. Er war der Nachfolger des Datsun 220.
Motorisiert war der Wagen mit dem Vierzylinder-Reihenmotor des Vorgängers, Typ E-1, mit 1189 cm³ Hubraum und einer Leistung von 60 bhp (44 kW). Ebenfalls vom Vorgänger wurde das lenkradgeschaltete Vierganggetriebe übernommen. Die Höchstgeschwindigkeit betrug 120 km/h.
Ab 1972 ersetzte ihn der mit größeren Motoren ausgestattete Datsun 520.

## Quelle
- Fahrzeugdaten bei Earlydatsun.com (englisch)